# Karl Schantz
Karl Schantz (* 13. April 1863 in Witten; † 27. April 1936 in Berlin-Charlottenburg) war Berghauptmann des Oberbergamtes Dortmund.

## Leben
Bevor Karl Schantz in Berlin und Clausthal ein Studium aufnahm, leistete er seinen Militärdienst als Einjährig-Freiwilliger beim 2. Garde-Füsilier-Regiment. Nach den beiden Staatsexamina nahm er eine Tätigkeit im Oberbergamtsbezirk Dortmund auf und lernte auf einer Studienreise belgische und englische Bergbaubezirke kennen. 1895 fand er eine Anstellung als Berginspektor bei der Berginspektion Camphausen, war im Jahre 1900 Mitglied der Bergwerksdirektion Saarbrücken und wurde im Jahr darauf Direktor der Bergwerksinspektion Camphausen. Als Oberbergrat kam er 1907 zum Oberbergamt Dortmund und war hier Dezernent für den westfälischen Staatsbergbau. 1914 musste er beim 2. Garde-Füsilier-Regiment Kriegsdienst leisten. Er war zuletzt Major der Reserve im Kriegsamt. Er kehrte in seinen erlernten Beruf zurück und wurde 1917 Geheimer Bergrat. Am 19. November 1919 nahm er die Stelle des Berghauptmanns in Dortmund ein, wurde im Mai 1923 zum Oberberghauptmann befördert und kam als Ministerialdirektor ins preußische Ministerium für Handel und Gewerbe. In dieser Funktion blieb er bis zu seiner Pensionierung am 1. Oktober 1928.

## Ämter
Neben der Mitgliedschaft in verschiedenen Aufsichtsräten war Schantz
- Aufsichtsratsvorsitzender bei der Bergwerksgesellschaft Hibernia
- Aufsichtsratsvorsitzender bei der Bergwerks-Aktiengesellschaft Recklinghausen
- Stellvertretender Vorsitzender des Aufsichtsrats bei der  Preußischen Bergwerks- und Hütten-AG